# Quick-Step Floors/2017
Deze pagina geeft een overzicht van de Quick-Step Floors-wielerploeg in 2017. 

## Algemeen
Algemeen manager:  Patrick Lefevere
Ploegleiders:  Davide Bramati,  Brian Holm,  Jan Schaffrath,  Tom Steels,  Geert Van Bondt &  Rik Van Slycke
Fietsmerk: Specialized
Kopmannen:  Julian Alaphilippe,  Tom Boonen,  Philippe Gilbert,  Daniel Martin,  Marcel Kittel,  Fernando Gaviria &  Gianluca Brambilla

## Transfers
| Inkomend              | Team 2016           | Uitgaand                 | Team 2017              |
| --------------------- | ------------------- | ------------------------ | ---------------------- |
| Jack Bauer            | Cannondale-Drapac   | Maxime Bouet             | Fortuneo-Vital Concept |
| Eros Capecchi         | Astana Pro Team     | Rodrigo Contreras        | Coldeportes-Claro      |
| Rémi Cavagna          | Klein Constantia    | Nikolas Maes             | Lotto Soudal           |
| Tim Declercq          | Topsport Vlaanderen | Tony Martin              | Team Katjoesja Alpecin |
| Dries Devenyns        | IAM Cycling         | Gianni Meersman          | gestopt                |
| Philippe Gilbert      | BMC Racing Team     | Stijn Vandenbergh        | AG2R La Mondiale       |
| Enric Mas             | Klein Constantia    | Guillaume Van Keirsbulck | Wanty-Groupe Gobert    |
| Maximilian Schachmann | Klein Constantia    | Łukasz Wiśniowski        | Team Sky               |

## Renners
| Naam                  | Geboortedatum | Nationaliteit | Ploeg 2016                         | Ploeg 2018       |
| --------------------- | ------------- | ------------- | ---------------------------------- | ---------------- |
| Julian Alaphilippe    | 11-06-1992    | Frankrijk     |                                    |                  |
| Jack Bauer            | 07-04-1987    | Nieuw-Zeeland | Cannondale-Drapac Pro Cycling Team | Orica-Scott      |
| Tom Boonen            | 15-10-1980    | België        |                                    | gestopt          |
| Gianluca Brambilla    | 22-08-1987    | Italië        |                                    | Trek-Segafredo   |
| Eros Capecchi         | 13-06-1986    | Italië        | Astana Pro Team                    |                  |
| Rémi Cavagna          | 10-08-1995    | Frankrijk     | Klein Constantia                   |                  |
| David de la Cruz      | 06-05-1989    | Spanje        |                                    | Team Sky         |
| Laurens De Plus       | 04-09-1995    | België        |                                    |                  |
| Tim Declercq          | 21-03-1989    | België        | Topsport Vlaanderen                |                  |
| Dries Devenyns        | 22-07-1983    | België        | IAM Cycling                        |                  |
| Fernando Gaviria      | 19-08-1994    | Colombia      |                                    |                  |
| Philippe Gilbert      | 05-07-1982    | België        | BMC Racing Team                    |                  |
| Bob Jungels           | 22-09-1992    | Luxemburg     |                                    |                  |
| Iljo Keisse           | 21-12-1982    | België        |                                    |                  |
| Marcel Kittel         | 11-05-1988    | Duitsland     |                                    | gestopt          |
| Yves Lampaert         | 10-04-1991    | België        |                                    |                  |
| Daniel Martin         | 20-08-1986    | Ierland       |                                    | UAE Emirates     |
| Davide Martinelli     | 31-05-1993    | Italië        |                                    |                  |
| Enric Mas             | 07-01-1995    | Spanje        | Klein Constantia                   |                  |
| Maximiliano Richeze   | 07-03-1983    | Argentinië    |                                    |                  |
| Fabio Sabatini        | 18-02-1985    | Italië        |                                    |                  |
| Maximilian Schachmann | 09-01-1994    | Duitsland     | Klein Constantia                   |                  |
| Pieter Serry          | 21-11-1988    | België        |                                    |                  |
| Zdeněk Štybar         | 11-12-1985    | Tsjechië      |                                    |                  |
| Niki Terpstra         | 18-05-1984    | Nederland     |                                    |                  |
| Matteo Trentin        | 02-08-1989    | Italië        |                                    | mitchelton-scott |
| Petr Vakoč            | 11-07-1992    | Tsjechië      |                                    |                  |
| Martin Velits         | 21-02-1985    | Slowakije     |                                    |                  |
| Julien Vermote        | 26-07-1989    | België        |                                    | Dimension Data   |

## Belangrijkste overwinningen
Ronde van San Juan
1e etappe: Fernando Gaviria
2e etappe: Tom Boonen
4e etappe: Fernando Gaviria
6e etappe: Maximiliano Richeze
7e etappe: Maximiliano Richeze
Ronde van Dubai
1e etappe: Marcel Kittel
2e etappe: Marcel Kittel
5e etappe: Marcel Kittel
Eindklassement: Marcel Kittel
Puntenklassement: Marcel Kittel
Ronde van de Algarve
1e etappe: Fernando Gaviria
2e etappe: Daniel Martin
Abu Dhabi Tour
2e etappe: Marcel Kittel
Parijs-Nice
4e etappe: Julian Alaphilippe
8e etappe: David de la Cruz
Puntenklassement: Julian Alaphilippe
Tirreno-Adriatico
6e etappe: Fernando Gaviria
Dwars door Vlaanderen
Winnaar: Yves Lampaert
Driedaagse van De Panne-Koksijde
1e etappe: Philippe Gilbert
3e etappe A: Marcel Kittel
Eindklassement: Philippe Gilbert
Ronde van Vlaanderen
Winnaar: Philippe Gilbert
Scheldeprijs
Winnaar: Marcel Kittel
Ronde van het Baskenland
3e etappe: David de la Cruz
Amstel Gold Race
Winnaar: Philippe Gilbert
Ronde van Italië
3e etappe: Fernando Gaviria
5e etappe: Fernando Gaviria
12e etappe: Fernando Gaviria
13e etappe: Fernando Gaviria
15e etappe: Bob Jungels
Puntenklassement: Fernando Gaviria
Ronde van Californië
1e etappe: Marcel Kittel
Ronde van Zwitserland
1e etappe: Philippe Gilbert
Ster ZLM Toer
4e etappe: Marcel Kittel
Nationale kampioenschappen wielrennen
België - tijdrit: Yves Lampaert
Luxemburg - wegrit: Bob Jungels
Nieuw-Zeeland - tijdrit: Jack Bauer
Tsjechië - wegrit: Zdeněk Štybar
Ronde van Frankrijk
2e etappe: Marcel Kittel
6e etappe: Marcel Kittel
7e etappe: Marcel Kittel
10e etappe: Marcel Kittel
11e etappe: Marcel Kittel
Ronde van Burgos
2e etappe: Matteo Trentin
Ronde van Spanje
2e etappe: Yves Lampaert
4e etappe: Matteo Trentin
8e etappe: Julian Alaphilippe
10e etappe: Matteo Trentin
13e etappe: Matteo Trentin
21e etappe: Matteo Trentin
Omloop Mandel-Leie-Schelde
Winnaar: Iljo Keisse
Ronde van Groot-Brittannië
4e etappe: Fernando Gaviria
Kampioenschap van Vlaanderen
Winnaar: Fernando Gaviria
Primus Classic Impanis-Van Petegem
Winnaar: Matteo Trentin
Parijs-Tours
Winnaar: Matteo Trentin
Ronde van Guangxi
1e etappe: Fernando Gaviria
2e etappe: Fernando Gaviria
3e etappe: Fernando Gaviria
6e etappe: Fernando Gaviria
Puntenklassement: Fernando Gaviria
Mannen:   2003 · 2004 · 2005 · 2006 · 2007 · 2008 · 2009 · 2010 · 2011 · 2012 · 2013 · 2014 · 2015 · 2016 · 2017 · 2018 · 2019 · 2020 · 2021 · 2022 · 2023 · 2024 · 2025
Vrouwen:   2019 · 2020 · 2021 · 2022 · 2023 · 2024 · 2025
AG2R-La Mondiale · Astana Pro Team · Bahrain-Merida · BMC Racing Team · BORA-hansgrohe · Cannondale-Drapac · Team Dimension Data · FDJ · Katjoesja-Alpecin · Team LottoNL-Jumbo · Lotto Soudal · Movistar Team · Orica-Scott · Quick Step · Team Sky · Team Sunweb · Trek-Segafredo · UAE Team Emirates